# Omphacodes minima
Omphacodes minima är en fjärilsart som beskrevs av Louis Beethoven Prout 1913. Omphacodes minima ingår i släktet Omphacodes och familjen mätare. Inga underarter finns listade i Catalogue of Life.